# New South Wales Rail Transport Museum
New South Wales Rail Transport Museum (NSWRTM) är en järnvägsmuseum belägen i byn Thirlmere i New South Wales i Australien som grundades 1962. NSWRTM har en annan avdelning vid namn Valley Heights Locomotive Depot Heritage Museum i orten Valley Heights som också är i New South Wales där en samling av järnvägsfordon är utställd.